# Thektogaster simplex
Thektogaster simplex är en stekelart som beskrevs av Huang 1990. Thektogaster simplex ingår i släktet Thektogaster och familjen puppglanssteklar. Inga underarter finns listade i Catalogue of Life.